# Шадыксаевка
Шадыксаевка (каз. Шадықсай) — село в Карабалыкском районе Костанайской области Казахстана. Входит в состав Станционного сельского округа. Находится примерно в 31 км к северу от районного центра, посёлка Карабалык. Код КАТО — 395063500.

## Население
В 1999 году население села составляло 603 человека (296 мужчин и 307 женщин). По данным переписи 2009 года, в селе проживало 357 человек (180 мужчин и 177 женщин).